# دشت مورت سفلی
 دشت مورت سفلی ، روستایی است از توابع بخش گهواره و در شهرستان دالاهو استان کرمانشاه ایران.

## جمعیت
این روستا در دهستان قلخانی قرار داشته و بر اساس سرشماری سال ۱۳۸۵ جمعیت آن (۵۷خانوار) ۳۰۵نفر 
بوده است.